# 손준호 (배우)
손준호(孫俊浩, 1983년 2월 28일~)는 대한민국의 뮤지컬 배우로, 24세 때였던 2006년에 뮤지컬로 처음 데뷔했으며, 배우자는 성악가 출신의 뮤지컬 배우 김소현이다.

## 출연 작품

### 뮤지컬
- 물랑루즈 : 몬로스 공작 (2022)
- 엑스칼리버 : 멀린 (2022, 2021, 2019)
- 드라큘라 : 반헬싱 (2021, 2020)
- 명성황후 : 고종 황제 (2021, 2018)
- 모차르트! : 콜로레도 대주교 (2020)
- 빅피쉬 : 에드워드 블룸 (2019)
- 마리 앙투아네트 : 악셀 폰 페르젠 백작 (2019)
- 엘리자벳 : 프란츠 요제프 (2018)
- 삼총사 : 아라미스 (2018, 2013)
- 팬텀 : 필립 드 샹동 백작 (2016)
- 달맞이고개:달을 기다리는 연인 : 달 (2016)
- 바람과 함께 사라지다 : 애슐리 윌크스 (2015)
- 보니 앤 클라이드 : 테드 (2014)
- 코로네이션 볼 : 조니 록포르 (2011)
- 오페라의 유령 : 라울 드 샤니 (2010) - 데뷔작품

### TV
- SBS 《오! 마이 베이비》
- MBC Every 1 《결혼 터는 남자들》
- KBS2 《불후의 명곡: 전설을 노래하다》
- MBC 《미스터리 음악쇼 복면가왕》 - 천둥번개의 신 토르 (준우승)
- TV조선 《사랑의 콜센타》
- TV조선 《아바드림》 - 돈벼락
- JTBC 《아는형님》
- TV조선 《미쓰쓰리랑》9회 특별게스트
- MBC 《생방송 행복드림 로또 6/45》- 게스트 1115회

### 드라마
- 2022년tvN 《연예인 매니저로 살아남기》 - 손준호 역

### 영화
- 2023년 《빈틈 없는 사이》 - 심사위원 3 역 (특별출연)

### 콘서트
- 2013년 뮤직오브더나잇
- 2017년 ~ 현재 김소현, 손준호의 Love&Musical
- 2020년 판타스틱 뮤지컬 콘서트

## 앨범
- 2015년 싱글앨범 《아빠야》
- 2016년 미니앨범 《Fly High》